# Marcham
Marcham – wieś w Anglii, w hrabstwie Oxfordshire, w dystrykcie Vale of White Horse. Leży 12 km na południowy zachód od Oksfordu i 86 km na zachód od Londynu. W 2001 miejscowość liczyła 1811 mieszkańców.